# HD 216536
HD 216536 — красный гигант в созвездии Ящерицы, удаленный от Солнца на 1200 световых лет. В 2015 году участниками проекта англ. Penn State–Toruń Planet Search в этой системе был обнаружен один горячий юпитер. Судя по параметрам орбиты, он должен испытывать сильное приливное воздействие звезды, и, скорее всего, будет поглощен ею до её схода с ветви красных гигантов.